# Jacob Dortu
Jacob Dortu, född i Berlin, var en tysk porslinstekniker.
Dortu studerade porslinstillverkning vid porslinsfabriken i Berlin han var därefter verksam som porslinstekniker vid Mariebergs porslinsfabrik i Stockholm från september 1777 till augusti 1778 i ett försök att medverka till att lösa fabrikens problem. Han flyttade 1781 till Schweiz där han arbetade för sin svärfar Ferdinand Müller vid porslinsfabriken i Nyon vid Genève. Han blir ensam direktör för fabriken 1786 och driver den fram till 1813 då den upphörde med tillverkningen av porslin.